# Louise Barnes
Louise Barnes (Provincia de KwaZulu-Natal, 26 de abril de 1974) es una actriz sudafricana, reconocida por interpretar varios papeles en películas y series de televisión producidas localmente. También interpretó a Miranda Barlow en la serie de televisión estadounidense de 2014 Black Sails, producida por Michael Bay y Jonathan E. Steinberg. Ha sido elogiada por la crítica por su actuación en la serie sudafricana Scandal!, por la que ganó un premio SAFTA en la categoría de mejor actriz en una serie de televisión.

## Biografía
Barnes nació en la Provincia de KwaZulu-Natal y se graduó en la Universidad del Witwatersrand con una Licenciatura en Arte Dramático. Ha protagonizado numerosas películas y series producidas en Sudáfrica, entre ellas Egoli, 7de Laan, Binnelanders, Scandal!, Sorted, Suburban Bliss, S.O.S. y la coproducción sudafricana/canadiense Jozi-H. Protagonizó la película de terror de 2009 producida entre Sudáfrica y el Reino Unido Surviving Evil, en la que actuó junto a Billy Zane, Christina Cole y Natalie Mendoza. Apareció en la serie de televisión estadounidense Black Sails de 2014 ante una cálida recepción crítica. El semanario Entertainment Weekly calificó a su personaje de "intrigante y misterioso". Volvió a interpretar su papel en la segunda temporada, que se filmó en Ciudad del Cabo y se emitió en 2015.

## Filmografía

### Cine
| Año  | Título              | Papel         |
| ---- | ------------------- | ------------- |
| 1993 | Where Angels Trend  |               |
| 2002 | Borderline          | Karen Kendler |
| 2003 | Hoodlun & Son       | Celia         |
| 2004 | Critical Assignment | Laura         |
| 2009 | Surviving Evil      | Rachel Rice   |

### Televisión
| Año       | Título                     | Papel                    | Notas                                                  |
| --------- | -------------------------- | ------------------------ | ------------------------------------------------------ |
| 1996      | Suburban Bliss             |                          |                                                        |
| 1997-2000 | Egoli                      | Adele de Bruyn de Koning |                                                        |
| 2006-2007 | Jozi-H                     | Jocelyn Del Rossi        |                                                        |
| 2011      | The Sinking of the Laconia | Mary Bates               |                                                        |
| 2009-2013 | Scandal!                   | Donna Hardy              | Premio SAFTA a mejor actriz en una serie de televisión |
| 2014-2016 | Black Sails                | Miranda Barlow           |                                                        |
| 2017      | Outsiders                  | Moregon                  |                                                        |
| 2019      | NCIS                       | Sarah/Sahar              |                                                        |